# Río Nattai
El río Nattai es un río permanente que forma parte de la cuenca de Hawkesbury - Nepean, y está ubicado en la región de Southern Highlands de Nueva Gales del Sur, Australia.
El río Nattai nace en la Cordillera Mittagong dentro de la Gran Cordillera Divisoria, al sur de Mittagong, y fluye principalmente al noroeste y luego al noreste, unidas por nueve afluentes, incluido el Pequeño Río, antes de llegar a su confluencia con el río Wollondilly dentro del Lago Burragorang al suroeste La localidad de Nattai. El río desciende 336 metros a lo largo de sus 51 kilómetros de curso. 
El río fluye a través del parque nacional Nattai y es una fuente de agua para la región de Sídney.